# Clathria oxeota
Clathria oxeota är en svampdjursart som först beskrevs av van Soest 1984.  Clathria oxeota ingår i släktet Clathria och familjen Microcionidae. Inga underarter finns listade i Catalogue of Life.